# سرویس‌های وب آمازون
وب‌سرویس‌های آمازون یا خدمات وب آمازون (به انگلیسی: Amazon Web Services) مجموعه‌ای از خدمات وب (وب سرویس) هستند که شرکت آمازون بر روی بستر ابر خود و از طریق اینترنت به عموم عرضه می‌کند. این سرویس‌ها زیرساختهای فناوری اطلاعات را به صورت سرویس‌های انعطاف‌پذیر رایانش ابری به مشتریان اجاره می‌دهد.
این سرویس‌ها شامل سرویس‌های محاسباتی و رایانشی(EC2)، ذخیره‌سازی (S3)، تحویل محتوا، پایگاه داده، تجارت الکترونیک، پرداخت و صدور صورتحساب و موارد دیگری می‌شود. آمازون ارائه این خدمات به عموم را از ابتدای سال ۲۰۰۶ آغاز نمود.